# Rrahman Dedaj
Rrahman Dedaj (ur. 1939 w Penuhë koło Podujeva w Kosowie, zm. 21 sierpnia 2005 roku w Londynie) – kosowski poeta.

## Życiorys
Uczył się w Besjanie i w Prisztinie. Studia z zakresu literatury i języka albańskiego odbył na uniwersytecie w Prisztinie. Po studiach pracował w Radiu Prisztina, a następnie w wydawnictwie Rilindja. W czasie wojny w 1999 r. opuścił Kosowo i wyjechał do Londynu, gdzie zmarł.
Pierwsze utwory publikował w roku 1955. Jego utwory poetyckie wyróżniały się ekspresją i precyzyjną strukturą, odwoływały się często do osobistych przeżyć autora. W latach 80. skłaniał się ku symbolizmowi i metaforom odwołującym się do przyrody.

## Poezja
- Me sy kange (Z oczami pieśni), Prishtina 1962.
- Dy liqej, Prishtina 1967.
- Simfonia e fjalës (Symfonia słowa), Prishtina 1968.
- Baladë e fshehur, (Ukryta ballada) Prishtina 1970.
- Më bekoi pa gjuhë Prishtina 1971.
- Etje (Pragnienie), Prishtina 1973.
- Gjërat që s'preken (Rzeczy niepodważalne), Prishtina 1980.
- Jeta gabon, (Życie się myli) Prishtina 1983.
- Fatkeqësia e urtisë (Nieszczęście mądrości), Prishtina 1987.
- Poezi, Prishtina 1989
- Kryqëzim hijesh (Przekraczanie cienia), Prishtina 1997.
- Kryefjala e dhembjes : poezi të zgjedhura, Tirana 2007.
- Zogu dhe kulla, Berat 2010.

## Tłumaczenia polskie
- Nasze słowo, Ciągle rodzą się Syzyfowie, Wciąż lubię bajki, Apollonia, Ballada która zapomniała słów, Krzyżowanie, Między, Ballada na asfalcie, Pragnienie, To co nieosiągalne, Cyrk, Chwila, [w:] Nie jest za późno na miłość. Antologia poezji albańskiej XX wieku, przeł. M. Saneja,  Sejny 2005.
- Pająk, Dziwny ptak, Między, Literatura na świecie 1989/7.